# 吸收截面

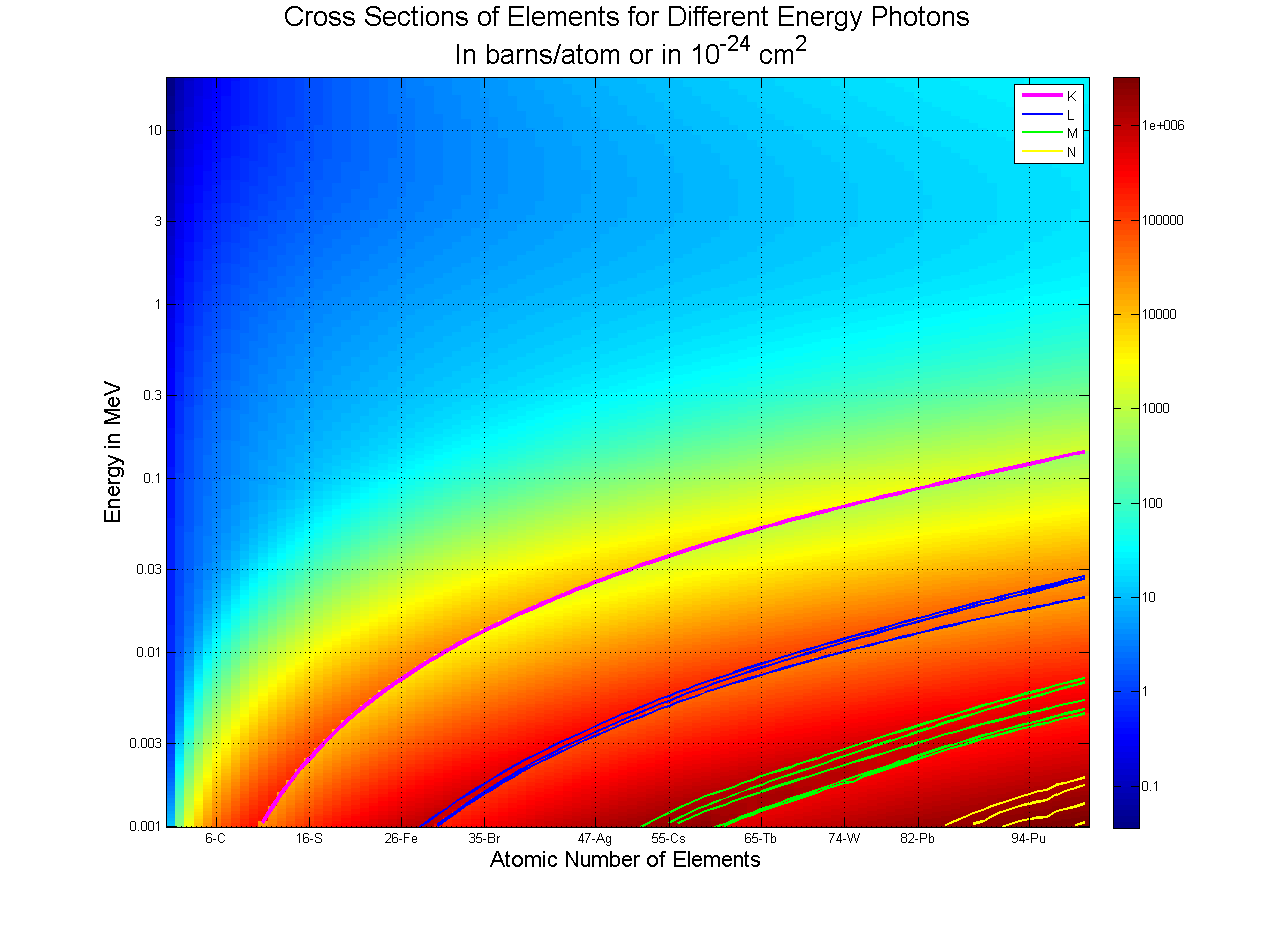
這是所有元素吸收裁面的圖表，從原子序號1～100和光子的能量 1 keV to 20 MeV

吸收截面指某種物質對不同波長的光(或能量，光的波長愈短表示光的能量越大。)的吸收率。更一般地，術語"截面"被用於物理學量化某一特定的粒子与粒子相互作用的概率，例如，散射，電磁波吸收等（注意，在這種情況下，光被描述為由粒子，即光子组成）。
吸收截面的符號為σ，公式為:

{\displaystyle {\frac {dN}{dx}}=-Nn\sigma }
在這裡，dN是指物質吸收的光子數。